# Jeux d'Asie du Sud-Est de 2005
Navigation
Édition précédente Édition suivante
La 23e édition des Jeux d'Asie du Sud-Est s'est tenue du 27 novembre au 5 décembre 2005 aux Philippines. C'est la troisième fois que le pays organise cette compétition après les éditions 1981 et 1991 à Manille. 5 336 athlètes de 11 pays se sont affrontés dans 40 sports.

## Nations participantes
La compétition a réuni des athlètes provenant de onze pays. Ce sont les mêmes pays participants depuis 2003 et l'arrivée du Timor oriental. Ce pays a la plus petite délégation (33 sportifs). Le pays organisateur est le mieux représenté avec 743 athlètes.
| Pays     | Pays                   | Athlètes | Athlètes | Athlètes | Officiels | Officiels | Officiels |
| Code CIO | Nom                    | Hommes   | Femmes   | Total    | Hommes    | Femmes    | Total     |
| -------- | ---------------------- | -------- | -------- | -------- | --------- | --------- | --------- |
| BRU      | Brunei                 | 88       | 21       | 109      | 109       | 11        | 120       |
| CAM      | Cambodge               | 62       | 15       | 77       | 41        | 3         | 44        |
| INA      | Indonésie              | 367      | 266      | 633      | 315       | 89        | 404       |
| LAO      | Laos                   | 66       | 9        | 75       | 60        | 6         | 66        |
| MAS      | Malaisie               | 281      | 134      | 415      | 220       | 81        | 301       |
| MYA      | Birmanie               | 192      | 140      | 332      | 154       | 34        | 188       |
| PHI      | Philippines(Pays hôte) | 454      | 289      | 743      | 221       | 87        | 308       |
| SIN      | Singapour              | 195      | 168      | 363      | 216       | 75        | 291       |
| THA      | Thaïlande              | 389      | 288      | 677      | 221       | 47        | 268       |
| TLS      | Timor oriental         | 24       | 9        | 33       | 13        | 2         | 15        |
| VIE      | Viêt Nam               | 360      | 292      | 652      | 254       | 60        | 314       |
|          | Total                  | 3213     | 2159     | 5336     | 1824      | 495       | 2319      |

## Tableau des médailles
Les Philippines, pays organisateur, termine en tête du tableau des médailles. La délégation du Timor oriental obtient des médailles pour la première fois, après être revenue bredouille des Jeux d'Asie du Sud-Est de 2003.
| Rang | Nation         | Or  | Argent | Bronze | Total |
| ---- | -------------- | --- | ------ | ------ | ----- |
| 1    | Philippines    | 113 | 84     | 94     | 291   |
| 2    | Thaïlande      | 87  | 78     | 118    | 283   |
| 3    | Vietnam        | 71  | 68     | 89     | 228   |
| 4    | Malaisie       | 61  | 49     | 65     | 175   |
| 5    | Indonésie      | 49  | 79     | 89     | 217   |
| 6    | Singapour      | 42  | 32     | 55     | 129   |
| 7    | Birmanie       | 17  | 34     | 48     | 99    |
| 8    | Laos           | 3   | 4      | 12     | 19    |
| 9    | Brunei         | 1   | 2      | 2      | 5     |
| 10   | Cambodge       | 0   | 3      | 9      | 12    |
| 11   | Timor oriental | 0   | 0      | 3      | 3     |

## Sports
Parmi les 40 sports en compétition officielle, plusieurs sont présents pour la première fois aux Jeux d'Asie du Sud-Est : l'arnis, la boxe thaïlandaise, la danse sportive et le triathlon. 
- Arnis
- Athlétisme
- Aviron
- Badminton
- Baseball
- Bateau-dragon
- Billard
- Bodybuilding
- Boulingrin
- Boxe
- Bowling
- Canoë-kayak
- Échecs
- Cyclisme
- Danse sportive
- Équitation
- Escrime
- Football
- Golf
- Gymnastique
- Haltérophilie
- Judo
- Karaté
- Lutte
- Muay Thai
- Natation
- Pencak Silat
- Pétanque
- Sepak Takraw
- Softball
- Squash
- Taekwondo
- Tennis
- Tennis de table
- Tir
- Tir à l'arc
- Triathlon
- Voile
- Volley-ball
- Wushu

Il est à noter que l'arnis, le bateau-dragon, le billard, le boulingrin, le culturisme, la danse sportive, la muay thaï, le Pencak-Silat, la pétanque, le sepak takraw et le wushu n'ont jamais été inscrits au programme olympique.